# Гименохета
Гименохе́та (лат. Hymenochaete) — род грибов из семейства Гименохетовые (Hymenochaetaceae).

## Описание
Плодовые тела однолетние или многолетние, пробковые или деревянистые. Верхняя поверхность окрашена в коричневые тона, иногда с фиалковым или желтоватым оттенком. Гименофор гладкий или морщинистый, бархатистый, коричневого цвета, у некоторых видов с желтоватым или рыжеватым оттенком. При контакте с KOH мякоть плодовых тел чернеет. Гифы без пряжек, бесцветные или коричневые. Споры тонкостенные, гладкие, шаровидной или аллантоидной формы, неамилоидные. Базидии четырёхспоровые, булавовидной или цилиндрической формы.

## Виды
Род Hymenochaete включает около 110 видов. Некоторые из них:
- Hymenochaete rubiginosa (Dicks.) Lév. 1846 — Гименохета красно-бурая
- Hymenochaete tabacina (Sowerby) Lév. 1846 — Гименохета табачная [syn.  Pseudochaete tabacina (Sowerby) T. Wagner & M. Fisch. 2002]